# Octubre Centre de Cultura Contemporània
El Siglo Valenciano, rebaptisé Octubre Centre de Cultura Contemporània (OCCC) à la suite de son acquisition par l’association Acció Cultural del País Valencià (ACPV) en 2004, est un édifice de la ville de Valence en Espagne, situé au 12 de la rue Sant Ferran, entre la place du Marché et celle de la Mairie, en plein centre ville.

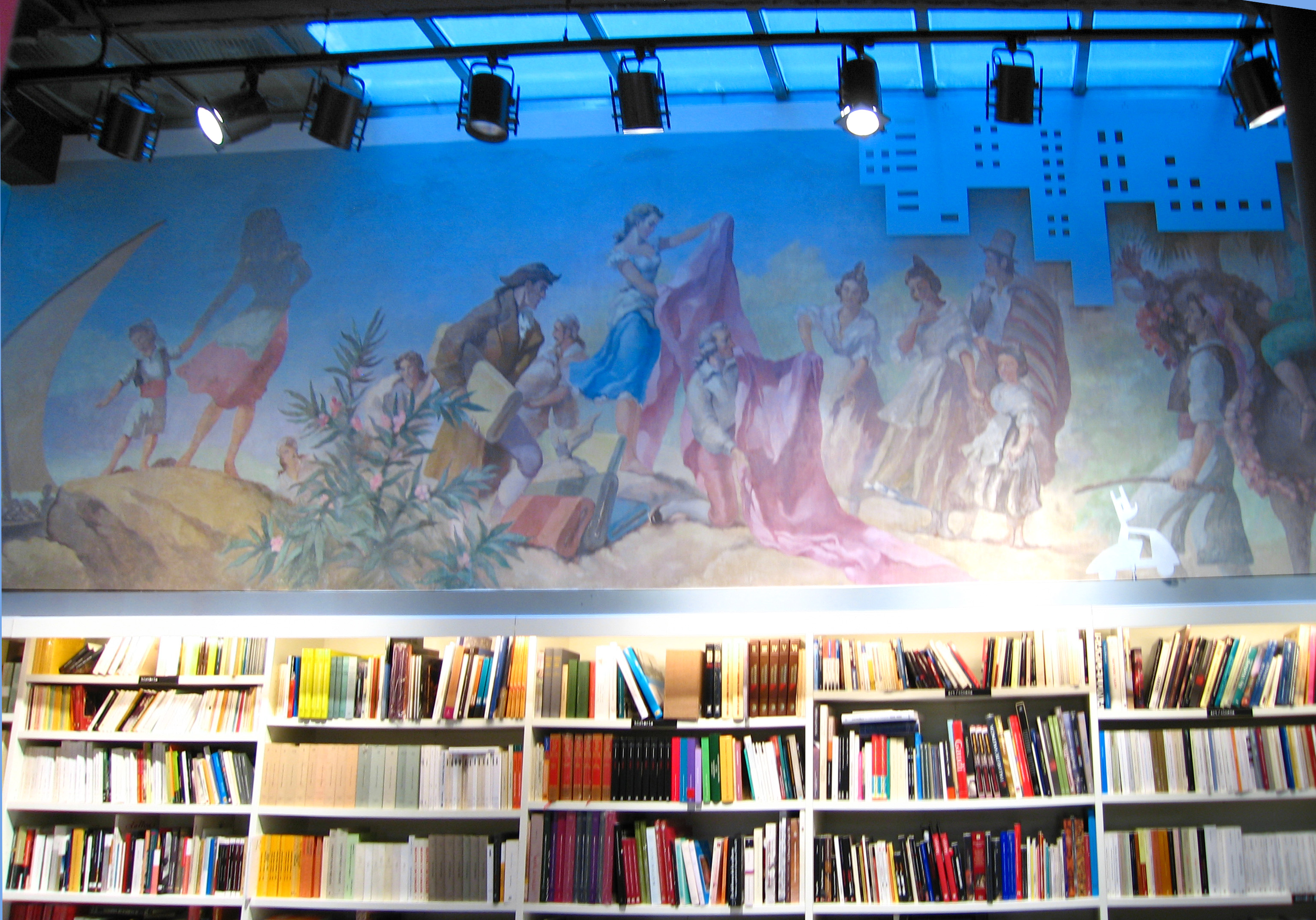
La librairie Tres i Quatre.

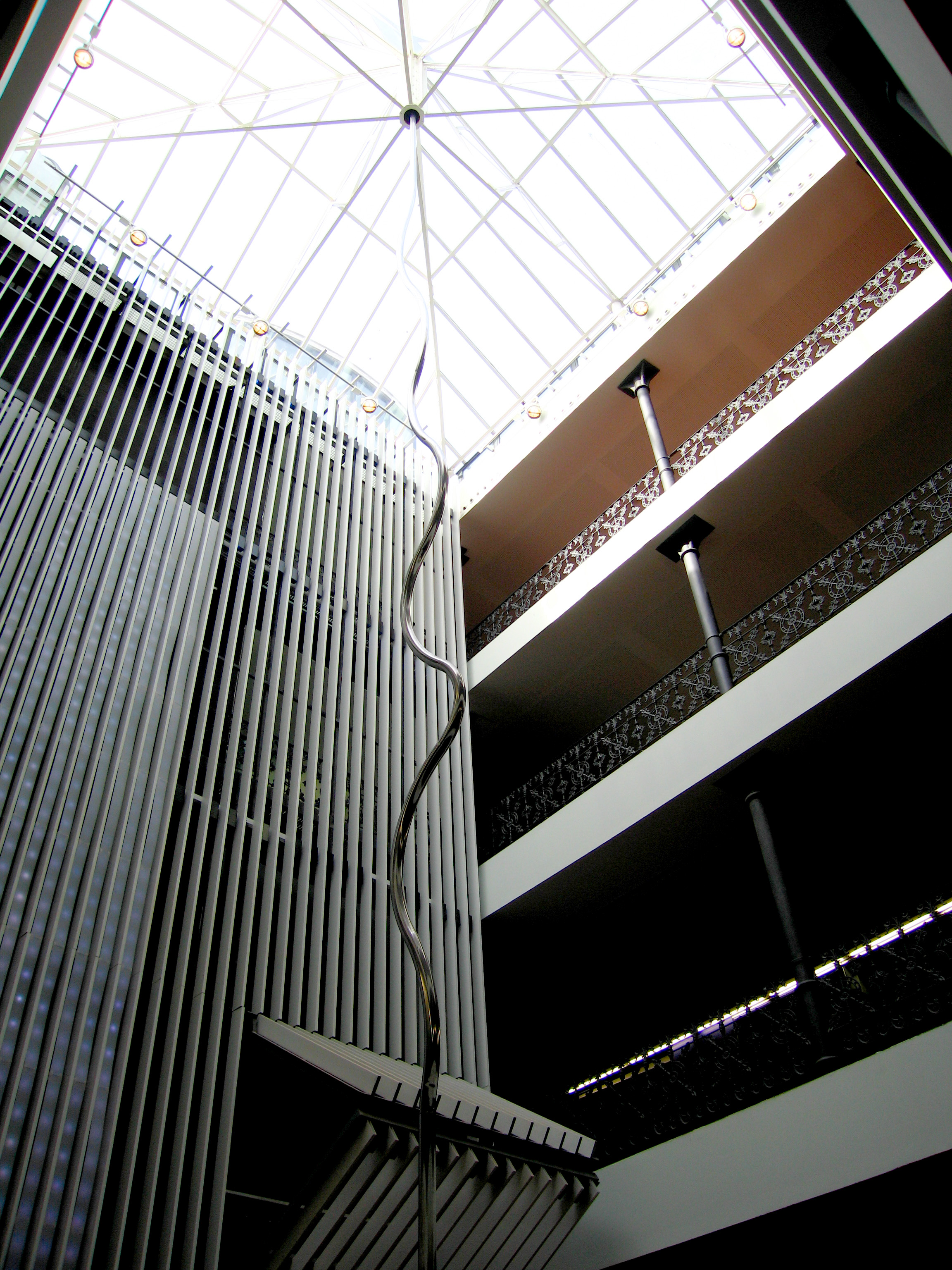
Sculpture d'Andreu Alfaro.

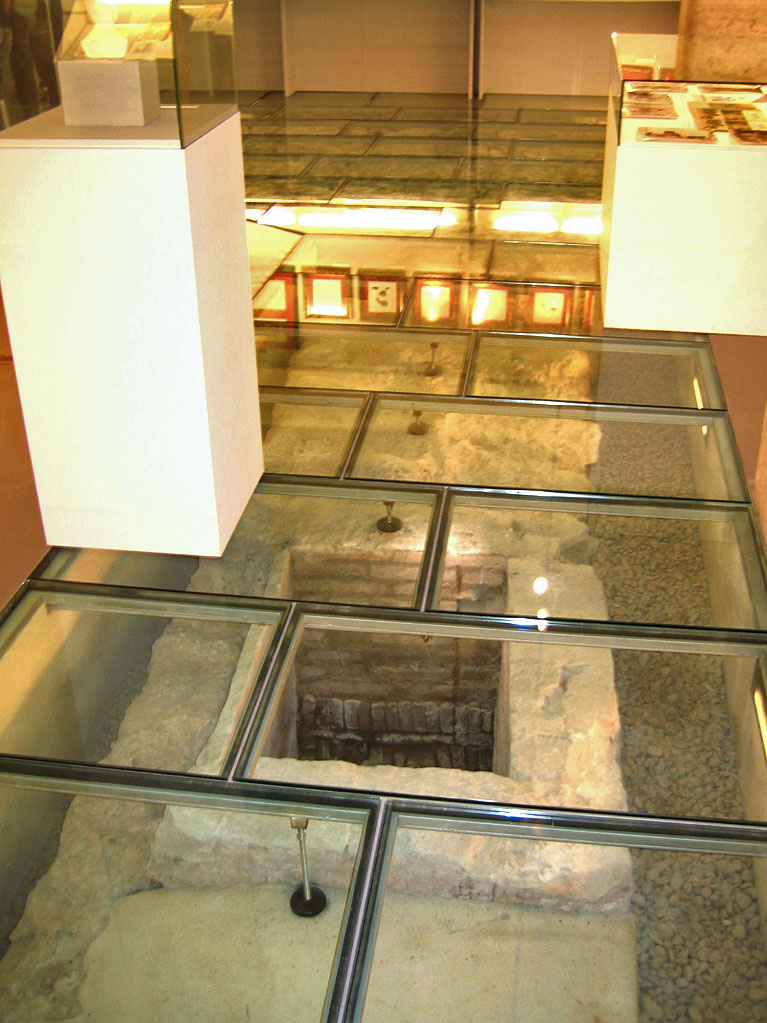
Reste de l'ancienne muraille arabe, dans les sous-sols de l'OCCC.

Érigé en 1879, le bâtiment était au départ un des grands entrepôts de tissus de style moderniste qui ont fait la renommée de la ville au XIXe siècle. Le bâtiment abrite le plus ancien ascenseur de la ville.
Délabré à la fin du XXe siècle, ACPV en fait l'acquisition en 2004 grâce à des aides de plusieurs millions d'euros reçus de la Généralité de Catalogne, et confie les travaux de rénovation, qui durent jusqu'en 2006, à l'architecte valencien Carles Dolç. Une grande partie de la structure originelle du bâtiment a été conservée, notamment une section de l’antique muraille datant de l'époque musulmane ainsi qu'une fresque ancienne dans la section occupée par la librairie. Diverses entités liées au promoteur culturel Eliseu Climent (président d'ACPV) y ont leur siège, notamment la librairie Tres i Quatre, la Fondation Ausiàs March et l'édition valencienne du journal El Temps. L'édifice accueille des événements culturels variés.